# Дон Кіхот (Штраус)
Дон Кіхот, Фантастичні варіації на тему лицарського характеру op. 35 (нім. Don Quixote, Phantastische Variationen über ein Thema ritterlichen Charakters op. 35) — симфонічна поема Ріхарда Штрауса для соло віолончелі, соло альта та великого оркестру. Твір базується на сюжеті роману «Хитромудрий іда́льго Дон Кіхо́т з Лама́нчі» іспанського письменника Мігеля де Сервантеса Сааведра.

## Форма і тематизм
За авторським визначенням, «Дон Кіхот» написаний у формі варіацій. Але варіаційність тут не класична: риси вільних варіацій поєднуються з рондоподібною будовою.
Вся музика поеми створена на основі різнопланової групи лейтмотивів. Дон Кіхот характеризується комплексом із трьох тем, що дозволило композитору детально описати героя. Перша тема — фанфарна, вона відкриває поему і символізує лицарський дух. Друга — тема граційної галантності героя, третя — лірично-кантиленна тема мрій про кохання (мотив Дульсінеї). Поряд із ліричним, благородним мрійником Дон Кіхотом — Санчо Панса, комічний персонаж. Його характеризує дещо незграбний танцювальний мотив, який виконують бас-кларнет і тенор-туби.
Штраус також використав два характерні тембри: віолончель для Дон Кіхота і альт для Санчо Панси. Завдяки цьому симфонічна поема отримала риси подвійного інструментального концерту.

## Інструментування
Склад оркестру:
- дерев'яні духові: пікколо, 2 флейти, 2 гобої, англійський ріжок, 2 кларнети in B, бас-кларнет, 3 фаготи, контрафагот;
- мідні духові: 6 валторн in F, 3 труби in D та in F, 3 тромбони, тенор-туба in B, туба;
- ударні інструменти: литаври, великий барабан, малий барабан, тарілки, трикутник, тамбурин, вітряна машина;
- струнні інструменти: арфа, скрипки, альти, віолончелі, контрабаси.

## Частини
1. Introduktion: Mäßiges Zeitmaß — Don Quichotte verliert über der Lektüre der Ritterromane seinen Verstand und beschließt, selbst fahrender Ritter zu werden
2. Thema. Mäßig — Don Quichotte, der Ritter von der traurigen Gestalt
3. Maggiore — Sancho Pansa
4. Variation I: Gemächlich — Abenteuer an den Windmühlen
5. Variation II: Kriegerisch — Der siegreiche Kampf gegen das Heer des großen Kaisers Alifanfaron
6. Variation III: Mäßiges Zeitmaß — Gespräch zwischen Ritter und Knappen
7. Variation IV: Etwas breiter — Unglückliches Abenteuer mit einer Prozession von Büßern
8. Variation V: Sehr langsam — Die Waffenwache
9. Variation VI: Schnell — Begegnung mit Dulzinea
10. Variation VII: Ein wenig ruhiger als vorher — Der Ritt durch die Luft
11. Variation VIII: Gemächlich — Die unglückliche Fahrt auf dem venezianischen Nachen
12. Variation IX: Schnell und stürmisch — Kampf gegen vermeintliche Zauberer
13. Variation X: Viel breiter — Zweikampf mit dem Ritter vom blanken Mond
14. Finale: Sehr ruhig — Wieder zur Besinnung gekommen